# Cantonul Combronde
Cantonul Combronde este un canton din arondismentul Riom, departamentul Puy-de-Dôme, regiunea Auvergne, Franța.

## Comune
- Beauregard-Vendon
- Champs
- Combronde (reședință)
- Davayat
- Gimeaux
- Joserand
- Montcel
- Prompsat
- Saint-Hilaire-la-Croix
- Saint-Myon
- Teilhède
- Yssac-la-Tourette